# Kozákovice
Kozákovice (polsky Kozakowice, německy Kozakowitz) jsou obec (starostenství) v jižním Polsku ve Slezském vojvodství v okrese Těšín v gmině Holešov. Leží na území Těšínského Slezska ve Slezském podhůří na řekách Kozakůvce a Radoni. Ke dni 31. 3. 2014 zde žily 702 osoby, rozloha obce činí 3,94 km².
Starostenství Kozákovice se skládá se dvou vesnic: menší (264 obyvatel v roce 2008) Dolní Kozákovice (Kozakowice Dolne) na severu a větší (406 obyvatel v roce 2008) Horní Kozákovice (Kozakowice Górne) na jihu. První zmínka o Goschegowitz pochází z listiny vratislavského biskupa Jindřicha I. z Vrbna z doby kolem roku 1305. Rozdělení na Dolní a Horní Kozákovice, zvané také „Malými“ a „Velkými“, pochází ze 17. století, přičemž současné hranice byly určeny až v roce 1900.
V Horních Kozákovicích se narodil Andrzej Cinciała (1825–1898), etnograf, vydavatel a polský národní buditel na Těšínsku.